# Communauté de communes Jalle Eau Bourde
La communauté de communes Jalle-Eau Bourde est un établissement public de coopération intercommunale (EPCI) français situé dans le département de la Gironde, en région Nouvelle-Aquitaine, dans les Landes de Bordeaux.
Elle porte le nom de deux rivières : la Jalle qui prend sa source à Saint-Jean-d'Illac et l'Eau Bourde qui prend sa source à Cestas avant de traverser Canéjan.

## Historique
La communauté de communes est créée en janvier 2013, à la suite de l'intégration de Saint-Jean-d'Illac au sein de l'ancienne communauté de communes Cestas-Canéjan créée en 1999.

## Territoire communautaire

### Géographie
Située au centre -ouest  du département de la Gironde, la communauté de communes Jalle-Eau-Bourde regroupe 3 communes et présente une superficie de 232,2 km2.

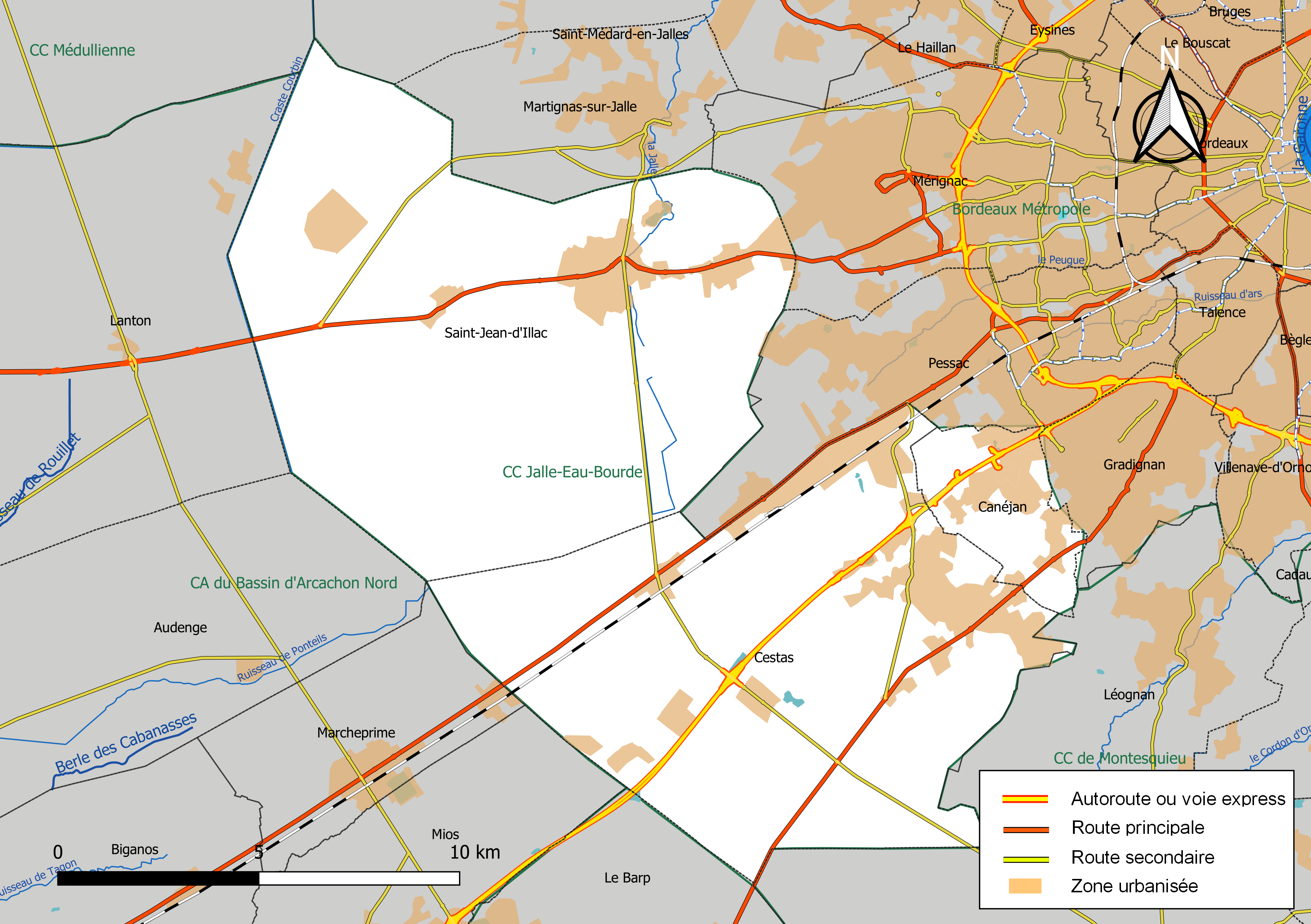
Carte de la communauté de communes Jalle-Eau-Bourde au 1er janvier 2019.

### Composition
La communauté de communes est composée des 3 communes suivantes :

| Nom                | Code Insee | Gentilé    | Superficie (km2) | Population (dernière pop. légale) | Densité (hab./km2) |
| ------------------ | ---------- | ---------- | ---------------- | --------------------------------- | ------------------ |
| Cestas (siège)     | 33122      | Cestadais  | 99,57            | 16 757 (2022)                     | 168                |
| Canéjan            | 33090      | Canéjanais | 12               | 5 836 (2022)                      | 486                |
| Saint-Jean-d'Illac | 33422      | Illacais   | 120,58           | 9 702 (2022)                      | 80                 |

### Démographie
| 1968  | 1975   | 1982   | 1990   | 1999   | 2006   | 2011   | 2016   | 2022   |
| ----- | ------ | ------ | ------ | ------ | ------ | ------ | ------ | ------ |
| 5 158 | 11 200 | 19 648 | 25 623 | 27 254 | 28 122 | 28 550 | 30 457 | 32 295 |

## Administration
L'administration de l'intercommunalité repose, à compter du renouvellement général des conseils municipaux de mars 2014, sur 25 délégués titulaires, Cestas disposant de douze sièges, Saint-Jean-d'Illac de sept et Canéjan de six.
| Période                                  | Période  | Identité      | Étiquette | Qualité                                                                     |
| ---------------------------------------- | -------- | ------------- | --------- | --------------------------------------------------------------------------- |
| avril 2014                               | En cours | Pierre Ducout | PS        | Maire de Cestas (1972-), conseiller général (1982-2001), député (1988-2007) |
| Les données manquantes sont à compléter. |          |               |           |                                                                             |

Le président est assisté de cinq vice-présidents :
- Bernard Garrigou, maire de Canéjan,
- Hervé Seyve, maire de Saint-Jean-d'Illac,
- Jean-Pierre Allemand, adjoint au maire de Saint-Jean-d'Illac,
- Henri Celan, adjoint au maire de Cestas,
- Alain Mano, adjoint au maire de Canéjan.

## Économie
- Zones d'activité Jarry
- La Briquetterie et le Courneau
- Zone logistique Pot au Pin

## Compétences
- Collecte des déchets
- Centre de recyclage
- Pistes cyclables
- Transport public (le Prox'bus)[5]